# یادگیری اکشن مدل
یادگیری مدل عمل یا یادگیری اکشن مدل (به انگلیسی: Action model learning) بخشی از یادگیری ماشینی است که مربوط به ایجاد و اصلاح دانش در مورد اثرات و پیش‌شرط‌های اعمالی است که می‌تواند در محیط خود اجرا شود. این دانش معمولاً در زبان توصیف عمل مبتنی بر منطق نمایش داده می‌شود و به عنوان ورودی برای برنامه ریزان خودکار استفاده می‌شود. یادگیری مدل‌های عمل زمانی اهمیت دارد که اهداف تغییر کنند. زمانی که یک نماینده مدت زمانی عمل می‌کند، می‌تواند از دانش خود در مورد اقدامات در حوزه برای تصمیم‌گیری‌های بهتر استفاده کند؛ بنابراین مدل‌های عملی یادگیری از یادگیری تقویتی متفاوت هستند. این کار به استدلال در مورد اقدامات به جای کارآزمایی‌های پرهزینه در جهان، می‌پردازد. یادگیری مدل عمل شکلی از استدلال استقرایی است، که در آن دانش جدید براساس مشاهدات تولید می‌شود. این تفاوت با یادگیری نظارت شده‌استاندارد که در آن زوج‌های ورودی / خروجی صحیح ارائه نمی‌شود، و نه مدل‌های عمل غیر دقیق به صراحت تصحیح می‌شوند. انگیزه معمول برای یادگیری مدل عملی این است که توصیف دستی مدل‌های عملی برای برنامه ریزان اغلب کار سخت، وقت گیر و همراه با خطایی است.

## مدل‌های اکشن
مجموعه آموزشی {\displaystyle E}متشکل از نمونه‌های {\displaystyle e=(s,a,s')}جایی که {\displaystyle s,s'}مشاهدات یک حالت جهانی از دو مرحله متوالی {\displaystyle t,t'}و {\displaystyle a} می‌باشد، یک «نمونه عملی» است که در مرحله زمانی {\displaystyle t}مشاهده می‌شود. هدف از یادگیری مدل عمل، به‌طور کلی، ساخت یک مدل عملی {\displaystyle \langle D,P\rangle }جایی که {\displaystyle D}شرح پویایی دامنه در شکل توصیف عمل مانند STRIPS، زبان توصیف معماری و برنامه‌ریزی زبان تعریف دامنه است و P تابع احتمال تعریف شده روی اعضای D است. با این حال، بسیاری از روش‌های یادگیری فعلی هنر، جبرگرایی را در نظر می‌گیرند و P را القا نمی‌کنند. در کنار جبرگرایی، روش‌های فردی در نحوه برخورد با ویژگی‌های دیگر دامنه تفاوت دارند.

## روش‌های یادگیری اکشن

### خلاصه
روش‌های یادگیری عملی اخیر رویکردهای مختلفی اتخاذ کرده و انواع مختلفی از ابزارها را از زمینه‌های مختلف هوش مصنوعی و منطق محاسباتی به کار می‌گیرند. به عنوان مثالی از یک روش مبتنی بر منطق گزاره‌ای، ما می‌توانیم به SLAF (یادگیری و پالایش همزمان) اشاره کنیم، که از مشاهدات عملی برای ساخت فرمول گزاره‌ای در طول زمان استفاده می‌کند و سپس آن را با استفاده از مسئله صدق‌پذیری دودویی (SAT) تفسیر می‌کند. تکنیک دیگر که در آن یادگیری به مسئله صدق‌پذیری تبدیل می‌شود (weighted weighted -SAT در این مورد) و حل‌کننده‌های SAT به کار گرفته شده در AMRS می‌باشد. دو رویکرد کاملاً مشابه برای آموزش اکشن پاسخ به مجموعه برنامه یعنی ASP و گسترده آن است. به عنوان مثال، رویکرد برنامه‌نویسی منطقی پایین بالا به کار گرفته شد. راه‌حل‌های مختلف به‌طور مستقیم مبتنی بر منطق نیستند. برای مثال، یادگیری مدل عمل با استفاده از یک الگوریتم پرسپترون یا جستجوی حریصانه چند سطحی در فضای مدل‌های عملی ممکن.

### ادبیات
اکثر مقالات تحقیقاتی یاد شده در مجلات و کنفرانس‌های انجام‌شده بر روی هوش مصنوعی به‌طور کلی منتشر می‌شوند (به عنوان مثال ژورنال تحقیقات هوش مصنوعی)، هوش مصنوعی، هوش مصنوعی (AAI)یا کنفرانس‌های AAAI). با وجود ارتباط متقابل موضوعات، یادگیری مدل اکشن معمولاً در کنفرانس‌های برنامه‌ریزیمانند ICAPS مورد توجه قرار نمی‌گیرد.